# Połączenie kształtowe
Połączenia kształtowe – sposób łączenia elementów w celu ustalania położenia lub przenoszenia obciążeń za pomocą własności geometrycznych elementów łączonych lub elementów dodatkowych. Obciążenie połączenia równoważone jest siłami powierzchniowej i wewnętrznej spójności materiałów łączników.
Wśród połączeń kształtowych wyróżnia się:
- połączenie klinowe
- połączenie wieloząbkowe czołowe
- połączenie wieloboczne
- połączenie wpustowe
- połączenie wypustowe
- połączenie wielowypustowe
- połączenie sworzniowe
- połączenie kołkowe
- połączenie śrubowe